# Devant le tableau
Devant le tableau est un tableau réalisé par le peintre français Marc Chagall en 1968-1971. Cette huile sur toile représente principalement un tableau posé sur un chevalet et montrant une crucifixion. Elle est conservée à la Fondation Maeght, à Saint-Paul-de-Vence.